# Novozelanski špinat
Novozelanski špinat (lat. Tetragonia) biljni rod korisnih, jednogodišnjeg puzećeg raslinja iz porodici čupavica, raširen po Australiji, Novom Zelandu, Polineziji, Africi i Južnoj Americi.
Novozelandski špinat nije u rodu sa špinatom, ali su jestivi njegovi listovi kod vrste T. tetragonioides, koja se uzgaja na Novom Zelandu. Biljka je otporna na bolesti i štetočine, lako se širi, ali djeluje neuredno, jer tvori gustu nisku šikaru koja uvijek traži mjesto za svoj rast.
Postojji oko 50 priznatih vrsta

## Vrste
1. Tetragonia acanthocarpa Adamson
2. Tetragonia angustifolia Barnéoud
3. Tetragonia arbuscula Fenzl
4. Tetragonia caesia Adamson
5. Tetragonia calycina Fenzl
6. Tetragonia chenopodioides Eckl. & Zeyh.
7. Tetragonia copiapina Phil.
8. Tetragonia coronata Rye & Trudgen
9. Tetragonia cristata C.A.Gardner ex A.M.Prescott
10. Tetragonia crystallina L'Hér.
11. Tetragonia decumbens Mill.
12. Tetragonia diptera F.Muell.
13. Tetragonia distorta Fenzl
14. Tetragonia echinata Aiton
15. Tetragonia erecta Adamson
16. Tetragonia eremaea Ostenf.
17. Tetragonia espinosae Muñoz
18. Tetragonia fruticosa L.
19. Tetragonia galenioides Fenzl
20. Tetragonia glauca Fenzl
21. Tetragonia halimoides Fenzl
22. Tetragonia haworthii Fenzl
23. Tetragonia herbacea L.
24. Tetragonia hirsuta L.f.
25. Tetragonia implexicoma (Miq.) Hook.f.
26. Tetragonia lasiantha Adamson
27. Tetragonia macrocarpa Phil.
28. Tetragonia macroptera Pax
29. Tetragonia maritima Barnéoud
30. Tetragonia microcarpa Phil.
31. Tetragonia microptera Fenzl
32. Tetragonia moorei M.Gray
33. Tetragonia namaquensis Schltr.
34. Tetragonia nigrescens Eckl. & Zeyh.
35. Tetragonia ovata Phil.
36. Tetragonia pedunculata Phil.
37. Tetragonia pillansii Adamson
38. Tetragonia portulacoides Fenzl
39. Tetragonia rangeana Engl.
40. Tetragonia reduplicata Welw. ex Oliv.
41. Tetragonia robusta Fenzl
42. Tetragonia rosea Schltr.
43. Tetragonia saligna Fenzl
44. Tetragonia sarcophylla Fenzl
45. Tetragonia schenckii Schinz
46. Tetragonia sphaerocarpa Adamson
47. Tetragonia spicata L.f.
48. Tetragonia tetragonoides (Pall.) Kuntze
49. Tetragonia verrucosa Fenzl
50. Tetragonia vestita I.M.Johnst.
51. Tetragonia virgata Schltr.